# Willisville (Arkansas)
Willisville é uma cidade  localizada no estado americano de Arkansas, no Condado de Nevada.

## Demografia
Segundo o censo americano de 2000, a sua população era de 188 habitantes.
Em 2006, foi estimada uma população de 147, um decréscimo de 41 (-21.8%).

## Geografia
De acordo com o United States Census Bureau, a localidade tem uma área de 4,1 km², sem área coberta por água. Willisville localiza-se a aproximadamente 118 m acima do nível do mar.

## Localidades na vizinhança
O diagrama seguinte representa as localidades num raio de 24 km ao redor de Willisville.